# WCW Thunder
WCW Thunder war eine wöchentliche TV-Show der Wrestlingpromotion World Championship Wrestling. Sie wurde vom 8. Januar 1998 bis zum 21. März 2001 anfangs jeden Donnerstag, später jeden Mittwochabend zur Prime Time auf TBS ausgestrahlt.

## Geschichte

### Entstehung der Sendung
Da die WCW 1996 durch die Ausstrahlung von Monday Nitro immer mehr an Popularität erlangte, wollte Ted Turner, welcher zu diesem Zeitpunkt die WCW sowohl als auch mehrere Fernsehsender (darunter auch TBS) besaß, eine neue Fernsehsendung für seine Promotion schaffen. Diese neue Sendung debütierte am 8. Januar 1998 und wurde WCW Thunder genannt.
Obwohl Eric Bischoff, der damalige Präsident der WCW, skeptisch war, musste er aufgrund des Drucks Seitens Ted Turner nachgeben. Thunder wurde dann stets dienstags aufgezeichnet und jeden darauf folgenden Donnerstag ausgestrahlt.
Ein weiterer Grund für die Gründung dieser Sendung war, dass das Roster der WCW immer größer wurde und man nicht alle Stars bei Nitro unterbringen konnte.

### Erstausstrahlung
In der ersten Episode von WCW Thunder, welche in Daytona Beach, Florida aufgezeichnet wurde, fanden elf Matches statt. Im ersten Match besiegte Chris Adams den Superstar „Macho Man“ Randy Savage durch Hilfe von Lex Luger.

### Verlegung von Donnerstag auf Mittwoch
Am 27. April 1999 fand die erste Aufzeichnung für die B-Show von Vince McMahons World Wrestling Federation (heute World Wrestling Entertainment) statt. Am Donnerstag, dem 29. April 1999 wurde die Show auf UPN ausgestrahlt und von diesem Tag an jeden Donnerstag gezeigt. Da die WCW mittlerweile an Popularität verloren hatte und die WWF immer bessere Ratings erzielte, wurde Thunder vom Donnerstagabend auf den Mittwochabend verlegt.

### Letzte Episode
Da Vince McMahon im Jahre 2001 die WCW aufkaufte fand die letzte Ausstrahlung von Thunder am 23. März 2001 statt. Im letzten Match besiegten Scott Steiner und Jeff Jarrett in einem Handicap Match Dustin Rhodes.